# Пригородная волость (Усманский уезд)
Пригородняя во́лость — административно-территориальная единица Усманского уезда Тамбовской губернии с центром в Пушкарской слободе.

## История
Волость образована после реформы 1861 года.
Волостное управление на основании Общего положения о крестьянах 1861 года составляли:
1. Волостной сход;
2. Волостной старшина с волостным правлением;
3. Волостной крестьянский суд.

Волостные правления были ликвидированы постановлением Совнаркома РСФСР от 30 декабря 1917 года «Об органах местного самоуправления». Управление волости передавалось волостным съездам советов и волисполкомам.
13 февраля 1922 года из Поддубровской волости в Пригородную было передано селение Студёнки.
Постановлением ВЦИК РСФСР от 4 января 1923 г. передана в состав Воронежской губернии.

## География
Волость расположена в западной части Усманского уезда. Волостной центр находился в 1/4 версте от г. Усмани.

## Состав волости
По состоянию на 1914 год состояла из следующих населенных пунктов:
| №  | Название населённого пункта        | Тип населенного пункта | Население |
| -- | ---------------------------------- | ---------------------- | --------- |
| 1. | Никольская-Пятины                  | слобода                | 2223      |
| 2. | Межевальная                        | деревня                | 12        |
| 3. | Пятницкая-Пятины                   | слобода                | 2037      |
| 4  | Пушкарская                         | слобода                | 267       |
| 5  | Песковатка-Казачья                 | слобода                | 1534      |
| 6  | Песковатка-Боярская                | слобода                | 584       |
| 7  | Польский-Колодезь                  | деревня                | 97        |
| 8  | Казановка                          | деревня                | 741       |
| 9  | Песковатские Выселки               | деревня                | 204       |
| 10 | Студенские Выселки                 | деревня                | 444       |
| 11 | Медовка                            | деревня                | 408       |
| 12 | Верхняя Излегоща и Полевая Вершина | деревня                | 203       |
| 13 | Стрелецкие Хутора                  | село                   | 1210      |
| 14 | Сторожевое                         | село                   | 5714      |
| 15 | Сторожевские Хутора                | село                   | 2941      |
| 16 | Топтоватка                         | деревня                | 3865      |
| 17 | Пушкарские Хутора                  | село                   | 794       |
| 18 | Монастырские Служители             | деревня                | 193       |

## Население
1890—6177 человек.
Основная масса населения — крестьяне бывшие государственные.